# 제리 제임슨
제리 제임슨(1934년 11월 26일 ~ )은 미국의 텔레비전 및 영화 감독, 편집자, 프로듀서이다.

## 참여 작품
- 6백만 달러의 사나이
- 스트리트즈 오브 샌프란시스코
- 하와이 파이브-O
- 에어포트 77
- 히트 (1986년 영화)
- 매그넘 P.I.
- 댈러스 (1978년 드라마)
- 다이너스티 (1981년 드라마)
- 시티 레인져
- 천사의 손길
- 랜드 오브 프리
- 캡티브